# Trygve Lie
Trygve Halvdan Lie (Oslo, Noruega, 16 de juliol de 1896 - 30 de novembre de 1968) fou un diplomàtic noruec considerat el Primer Secretari General de l'ONU.

## Biografia
Va estudiar a la Universitat d'Oslo, on es va llicenciar en Dret el 1919. El 8 de novembre de 1921 es va casar amb Hjordis Joergensen. Van tenir tres fills: Sissel, Guri i Mette.
Trygve Halvdan Lie es va convertir en membre de l'Organització de joventuts del Partit Laborista Noruec el 1911. Va ser ajudant del secretari del Partit Laborista des de 1919 fins a 1922, conseller jurídic de la Federació noruega de les Associacions Sindicals des de 1922 fins a 1935, i secretari executiu Nacional del Partit Laborista el 1926.

## Carrera
Durant el Govern del Partit Laborista format per Johan Nygaarsavold, Trygve Halvdan Lie va ser primer ministre de Justícia, des de 1935 fins a 1939, i a continuació Ministre de Comerç i Indústria de juliol a setembre de 1939 i, durant l'esclat de la Segona Guerra Mundial, es va convertir en ministre d'Abastament i Transport. Com a tal, va desenvolupar les mesures provisionals que van salvar les tropes noruegues dels Aliats, després de la invasió alemanya l'abril de 1940. El juny d'aquell mateix any se'n va anar a Anglaterra, quan el Govern noruec va decidir continuar lluitant des de fora. Es va convertir en ministre d'Assumptes Exteriors interí el desembre de 1940 i va ser nomenat ministre d'Assumptes Exteriors de Noruega el 1936 i reelegit el 1945. El 12 de juny de 1945 el Govern del qual era membre va dimitir; Trygve Halvdan Lie va ser nomenat ministre d'Assumptes Exteriors de Gabinet de la Coalició Provisional que va substituir el govern en aquell moment i ministre d'Assumptes Exteriors del nou Govern del Partit Laborista l'octubre de 1945.
Trygve Halvdan Lie va dirigir la delegació noruega en la Conferència de les Nacions Unides sobre l'Organització Internacional, l'abril de 1945 a San Francisco, i va ser President de la Comissió III per redactar les estipulacions del Consell de Seguretat de l'ONU incloses a la Carta. Així mateix, va ser President de la Delegació noruega en l'Assemblea General de les Nacions Unides, el gener de 1946 a Londres. L'1 de febrer de 1946, Trygve Halvdan Lie va ser nomenat Secretari General de l'ONU. Pren possessió formal del seu càrrec en la reunió 22 de l'Assemblea General el 2 de febrer de 1946. En l'Assemblea de l'1 de novembre de 1950, es va ratificar Trygve Halvdan Lie en el càrrec durant tres anys més des de l'1 de febrer de 1951. Va dimitir com a Secretari General de les Nacions Unides el novembre de 1952.

## Després de les Nacions Unides
Lie es va mantenir actiu en la política noruega després de la seva renúncia a l'ONU. Va ser el Gobernador del comtat d'Oslo i Akershus, president de la Junta d'Energia, ministre d'Indústria, i ministre de Comerç i Transport marítim. Va escriure diversos llibres, inclòs In the Cause of Peace, un relat dels seus anys a l'ONU.
Després d'una resolució de l'Assemblea General de 1958, es va demanar el Rei Olav de Noruega que establís les bases arran de les quals Etiòpia i Itàlia podrien començar a establir una disputa territorial que implicaria Somàlia, antiga colònia italiana. El 1959, el Rey Olav va nomenar Mitjancer a Trygve Halvdan Lie.

## Vida personal i mort
Lie es va casar amb Hjørdis Jørgensen (1898–1960) el 1921. La parella va tenir tres filles; Sissel, Guri i Mette.
Lie va morir el 30 de desembre de 1968 d'un atac de cor a Geilo, Noruega. Tenia 72 anys.